# 의료 기기

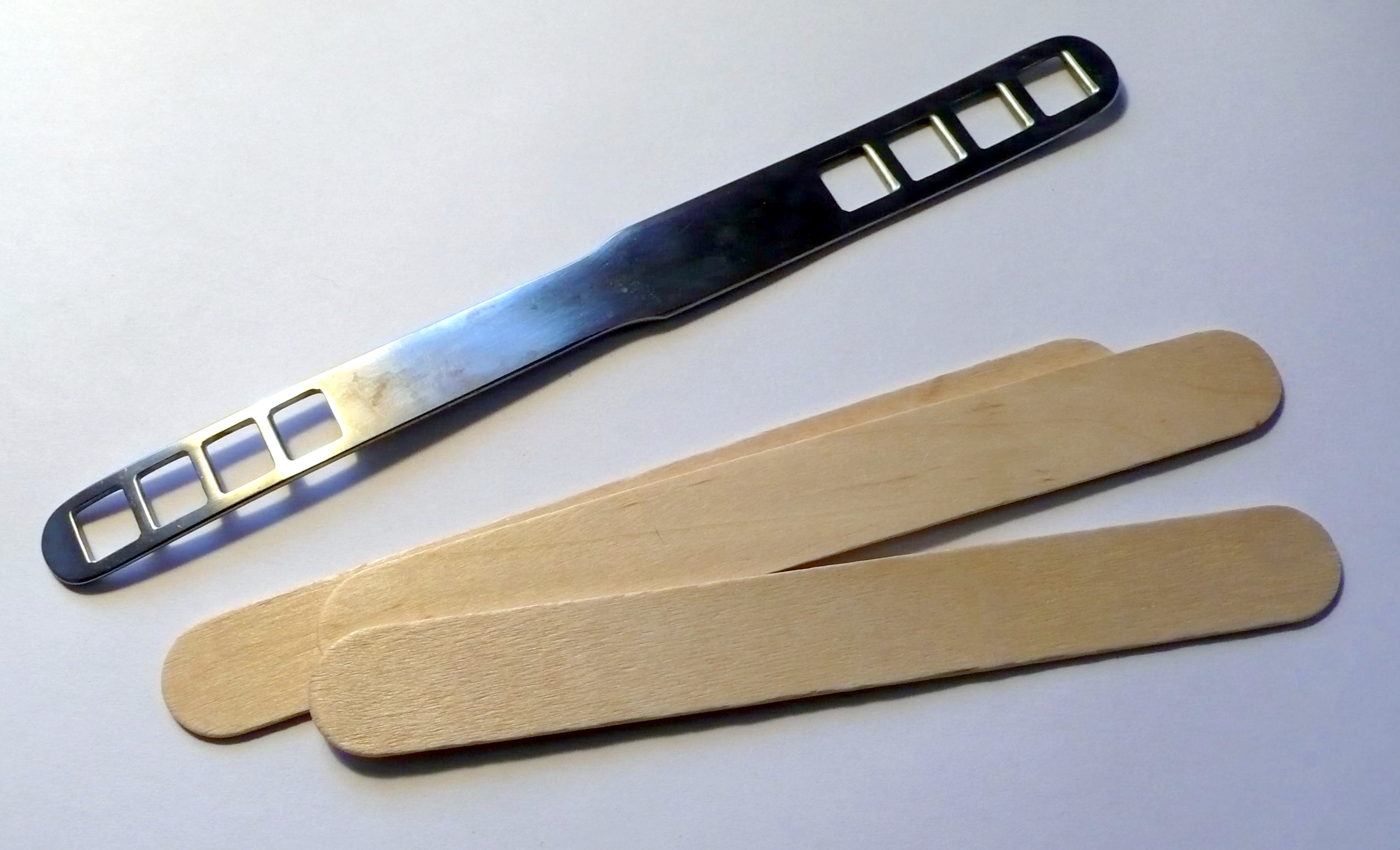
미국 1등급 의료기기인 혀 억압자

의료 기기(medical device)는 의료 목적으로 사용하도록 고안된 모든 기기이다. 의료 목적으로 기기를 사용할 때는 상당한 위험 가능성이 내재되어 있으므로 규제 정부가 해당 국가에서 기기의 마케팅을 허용하기 전에 의료 기기는 합리적인 보증을 통해 안전하고 효과적인 것으로 입증되어야 한다. 일반적으로 장치와 관련된 위험이 증가함에 따라 안전성과 유효성을 확립하는 데 필요한 테스트 양도 증가한다. 또한 관련 위험이 증가함에 따라 환자가 얻을 수 있는 잠재적인 이익도 증가해야 한다.
현대 표준에 따라 의료 기기로 간주되는 것의 발견은 기원전 7000년 경 신석기 시대 치과 의사들이 부싯돌 끝이 달린 드릴과 활시위를 사용했던 발루치스탄 시기까지 거슬러 올라간다. 고고학과 로마 의학 문헌에 대한 연구에서도 고대 로마 시대에 다양한 유형의 의료 기기가 널리 사용되었음을 알 수 있다. 미국에서는 1938년 연방식품의약품화장품법(FD&C Act)이 제정되어 의료기기가 규제되었다. 1976년 말, FD&C법의 의료기기 개정안은 오늘날 미국에서 우리가 알고 있는 의료기기 규제 및 감독을 확립했다. 오늘날 우리가 알고 있는 유럽의 의료기기 규정은 유럽 의료기기 지침(MDD)으로 통칭되는 것에 의해 1993년에 발효되었다. 2017년 5월 26일에 의료기기 규정(MDR)이 MDD를 대체했다.
의료기기는 용도와 사용 적응증이 모두 다르다. 예를 들면 설압자, 의료용 온도계, 일회용 장갑, 변기와 같은 단순하고 위험도가 낮은 장치부터 이식되어 생명을 유지하는 복잡한 고위험 장치까지 다양하다. 고위험 장치의 한 가지 예로는 심박조율기와 같은 소프트웨어가 내장되어 있으며 의료 테스트, 임플란트 및 보철물 수행을 지원하는 장치가 있다. 의료기기의 설계는 생체의학공학 분야의 주요 부분을 구성한다.
2013년 세계 의료기기 시장 규모는 2,200억 달러에서 2,500억 달러 사이로 추산된다. 미국은 세계 시장의 약 40%를 장악하고 있으며 그 뒤를 유럽(25%), 일본(15%) 및 기타 국가(20%)가 차지하고 있다. 전체적으로 유럽이 더 큰 점유율을 갖고 있지만 일본은 두 번째로 큰 국가 시장 점유율을 갖고 있다. 유럽에서 가장 큰 시장 점유율(시장 점유율 규모 순)은 독일, 이탈리아, 프랑스, 영국에 속한다. 나머지 세계는 특별한 순서 없이 호주, 캐나다, 중국, 인도, 이란과 같은 지역으로 구성된다. 이 문서에서는 이러한 다양한 지역에서 의료 기기를 구성하는 요소에 대해 논의하고 기사 전체에서 해당 지역의 글로벌 시장 점유율 순서에 대해 논의한다.

## 의료 장비
medical equipment 의료 장비

## 같이 보기
- 보조과학기술
- 임상 공학
- 전자파 적합성
- 전자의무기록
- 일반 의료에 쓰이는 기구
- 보건의료기술
- 원격 의료